# بام سبنسر
بام سبنسر (بالإنجليزية: Pam Spencer)‏ هي واثبة عالي أمريكية، ولدت في 8 أكتوبر 1957 في موسيس ليك في الولايات المتحدة.

## وصلات خارجية
- بام سبنسر على موقع الاتحاد الدولي لألعاب القوى (الإنجليزية)
- بام سبنسر على موقع أوليمبيديا (الإنجليزية)